# Unión civil en Argentina

Países con uniones civiles en Sudamérica.
Uniones civiles para parejas del mismo o de distinto sexo.
Uniones civiles sólo para parejas de distinto sexo.
Sin uniones civiles.

La unión civil es en Argentina una institución aprobada por las autoridades locales de algunos distritos mediante la cual se le reconocen determinados efectos jurídicos a partir de su inscripción en un registro a la unión conformada libremente por dos personas con independencia de su sexo u orientación sexual que hayan convivido en una relación de afectividad estable y pública durante al menos dos años.
Si bien la institución se concibió pensando fundamentalmente en las parejas del mismo sexo, constituye también una opción válida para parejas heterosexuales.
En el sistema legal de Argentina la dictación del Código Civil y de la demás leyes de fondo es facultad del Congreso Nacional, por lo cual los beneficios que pueden otorgar las provincias, las municipalidades y la Ciudad Autónoma de Buenos Aires son limitados y de alcance solamente local. 
Además de la Ciudad Autónoma de Buenos Aires tienen ley de unión civil, la provincia de Río Negro y las ciudades de Villa Carlos Paz y de Río Cuarto en la provincia de Córdoba. 
Dados sus alcances muy limitados no se debe confundir la unión civil tal como actualmente está legislada en el país con la institución del matrimonio entre personas del mismo sexo que fue establecida a mediados de 2010.

## Ciudad de Buenos Aires
En la ciudad de Buenos Aires el régimen de unión civil fue aprobado por la ley N.º 1004 del 12 de diciembre de 2002 de la Legislatura de la ciudad.
Para convenir la unión civil se requiere que la pareja haya convivido en una relación de afectividad estable y pública por un período mínimo de dos años, salvo que entre los integrantes haya descendencia en común. Además, uno de los dos integrantes debe tener domicilio legal en la Ciudad Autónoma de Buenos Aires, inscripto con por lo menos dos años de anterioridad a la fecha en la que solicita la inscripción.
La convivencia requerida se prueba por testigos en un mínimo de dos (2) y un máximo de cinco (5) o con la acreditación fehaciente de tener descendencia en común.
No pueden constituir una unión civil: a) los menores de edad (o sea menores de 18 años); b) los parientes por consanguinidad ascendiente y descendiente sin limitación y los hermanos o medio hermanos; c) los parientes por adopción plena, en los mismos casos de los incisos b y e. Los parientes por adopción simple, entre adoptante y adoptado, adoptante y descendiente o cónyuge del adoptado, adoptado y cónyuge del adoptante, hijos adoptivos de una misma persona, entre sí y adoptado e hijo del adoptante; d) los parientes por afinidad en línea recta en todos los grados; e) los que se encuentren unidos en matrimonio, mientras subsista; f) los que constituyeron una unión civil anterior mientras subsista y g) los declarados incapaces.
La unión civil queda disuelta por la manifestación expresa de voluntad en ese sentido que hagan los dos integrantes o uno solo de ellos ante el Registro y también por el matrimonio posterior o fallecimiento de uno de los integrantes.
El artículo 4* de la ley dice que "para el ejercicio de los derechos, obligaciones y beneficios que emanan de toda la normativa dictada por la Ciudad, los integrantes de la unión civil tendrán un tratamiento similar al de los cónyuges". Esto significa que esta ley no tiene disposición específica alguna referida a derechos u obligaciones derivados de las uniones civiles sino que ellos dependerán exclusivamente de los establecidos para matrimonios en otras disposiciones legales de la ciudad.
En esta forma los efectos de la unión civil se producen sobre todo respecto de los empleados públicos de la Ciudad, que pueden incorporar a la pareja a la obra social, recibir una pensión en caso de muerte del otro integrante de organismos que dependen del gobierno de la ciudad, solicitar vacaciones en el mismo período, pedir créditos bancarios conjuntos y obtener licencias en caso de enfermedad del otro integrante. 
Pero, a diferencia del matrimonio, la pareja conformada a partir de la unión civil no puede adoptar hijos o heredarse mutuamente en caso de muerte del compañero ni tiene obligación de pasar alimentos. Y tampoco se ve afectada la situación patrimonial de los contrayentes: en caso de una separación, no hay división de bienes como sucede tras un divorcio.

## Ciudad de Río Cuarto
Por ordenanza aprobada por el Concejo Deliberante el 7 de mayo de 2009 se permite la unión civil entre dos personas mayores de edad, sin distinción de sexo, que tengan domicilio legal en la ciudad desde por lo menos un año, que convivan en una relación de afectividad estable y pública desde por lo menos un año antes o que tengan  descendencia en común, y que expresen su consentimiento ante el Oficial Público a cargo del Registro Público de Uniones Civiles.
La convivencia se deberá acreditar con un mínimo de dos testigos que no sean consanguíneos o afines en línea directa de los solicitantes.
No pueden constituir una unión civil:
- Los menores de edad.
- Los parientes hasta cuarto grado de consanguinidad en la línea descendente, ascendente o colateral.
- Los parientes por adopción plena, en los mismos casos de los incisos b y e. Los parientes por adopción simple, entre adoptante y adoptado, adoptante y descendiente o cónyuge del adoptado, adoptado y cónyuge del adoptante, hijos adoptivos de una misma persona, entre sí y adoptado e hijo del adoptante. Los impedimentos derivados de la adopción simple subsistirán mientras ésta no sea anulada o revocada.
- Los parientes por afinidad en línea recta en todos los grados.
- Los que se encuentren unidos en matrimonio, mientras subsista.
- Los que constituyeron una  unión civil anterior mientras subsista.
- Los declarados dementes por sentencia judicial firme.

La ordenanza dispone que las personas que conforman una unión civil tendrán los mismos derechos, obligaciones y beneficios que la legislación de la ciudad otorga a los unidos en matrimonio.
La unión civil queda disuelta por:
- Mutuo acuerdo.
- Voluntad unilateral de uno de sus miembros.
- Matrimonio posterior de uno de sus miembros.
- Fallecimiento o declaración judicial de ausencia con presunción de fallecimiento de uno de sus miembros.
- Por las razones estipuladas por los miembros de la unión en el contrato que regula sus relaciones personales y efectos patrimoniales *Por las causales previstas en el Código Civil para la disolución de la sociedad conyugal.

La disolución de la unión civil por mutuo acuerdo o por voluntad unilateral opera a partir de la denuncia efectuada ante el Registro Público de Uniones Civiles por cualquiera de sus integrantes quien en ese acto debe acreditar que ha notificado fehacientemente al otro su decisión.

## Río Negro
La ley 3.736 fue sancionada por la Legislatura el 10 de abril de 2003. La formalización se realizaba en presencia de dos testigos, y los cónyuges podían conseguir servicios médicos dentro del Instituto Provincial del Seguro de Salud (Ipross) aportando en los mismos términos que las parejas heterosexuales, además, se establecía que fueran tomados en cuenta en el acceso a una vivienda del Instituto de Promoción y Planificación de la Vivienda (IPPV).
Hasta el 3 de febrero de 2008, sólo diez parejas del mismo sexo se habían anotado en el Registro Civil, debido a que muy pocos sabían de la existencia de la norma, y a que algunos consideraban que no estaba vigente por falta de reglamentación.

## Villa Carlos Paz
En Villa Carlos Paz se aprobó  una ley de uniones civiles en noviembre de 2007, aprobada por 12 votos a favor y 6 en contra. La misma guarda una estrecha similitud con la de la Ciudad Autónoma de Buenos Aires.
La norma beneficia a personas de igual o distinto sexo, y permite visitas al cónyuge dentro de terapia intensiva, derechos de propiedad, y el reconocimiento para ser beneficiarios en algunos seguros. Para evitar el turismo matrimonial, el único requisito de la ley es haber residido al menos cinco años en la ciudad.